# Eriococcus tholothrix
Eriococcus tholothrix är en insektsart som beskrevs av Miller och González 1975. Eriococcus tholothrix ingår i släktet Eriococcus och familjen filtsköldlöss. Inga underarter finns listade i Catalogue of Life.